# Cantón de Niolu-Omessa
El cantón de Niolu-Omessa era una división administrativa francesa que estaba situada en el departamento de Alta Córcega y la región de Córcega.

## Composición
El cantón estaba formado por doce comunas:
- Albertacce
- Calacuccia
- Casamaccioli
- Castiglione
- Castirla
- Corscia
- Lozzi
- Omessa
- Piedigriggio
- Popolasca
- Prato-di-Giovellina
- Soveria

## Supresión del cantón de Niolu-Omessa
En aplicación del Decreto n.º 2014-255 de 26 de febrero de 2014, el cantón de Niolu-Omessa fue suprimido el 22 de marzo de 2015 y sus 12 comunas pasaron a formar parte del nuevo cantón de Golo-Morosaglia.